# John Francis Latimer
John Francis Latimer (* 16. Mai 1903 in Clinton (Mississippi); † 29. Oktober 1991 in Washington, D.C.) war ein US-amerikanischer Klassischer Philologe, der von 1936 bis 1971 an der George Washington University wirkte.

## Leben
John Francis Latimer studierte am Mississippi College, wo er 1922 den Bachelor-Grad erreicht. Anschließend arbeitete er zwei Jahre lang als Dozent und Lehrer in Clinton, Mississippi. 1924 setzt er seine Studien an der University of Chicago fort, erwarb 1926 den Master-Abschluss und ging dann für ein Jahr als Dozent an die Vanderbilt University. Seine Promotion erreichte er 1929 mit der Dissertation Hesiodic Society an der Yale University. Von 1929 arbeitete er an der Taft School in Watertown (Connecticut), ab 1931 als Assistent Professor of Classics am Knox College und ab 1933 als Assistent Professor am Drury College in Springfield (Missouri). 1936 wechselte er als Full Professor of Classics an die George Washington University, Washington, D.C., wo er bis zu seiner Pensionierung 1971 lehrte und forschte. Von 1956 bis 1966 war er in der akademischen Selbstverwaltung tätig, davon 1959 bis 1964 als stellvertretender Dekan und 1964 bis 1966 als Director of Foreign Student Affairs.
Neben seiner Tätigkeit in Lehre und akademischer Selbstverwaltung publizierte Latimer wenig. Er trat jedoch als Organisator der Altertumswissenschaften hervor. Er war von 1955 bis 1957 Präsident der Classical Association of the Atlantic States, von 1960 bis 1966 Präsident der American Classical League und anschließend bis 1973 deren Generalsekretär. Seine Publikationen behandeln hauptsächlich Schulpolitik, Fachdidaktik und die Geschichte des Altsprachlichen Unterrichts in den Vereinigten Staaten.